# بريهة (دير الزور)
بريهة قرية سورية تتبع ناحية البصيرة في منطقة مركز دير الزور في محافظة دير الزور. بلغ عدد سكانها 3635 نسمة في عام 2004 حسب إحصاء المكتب المركزي للإحصاء.